# Жан-Марі Тараскон
Жан-Марі́ Тараско́н (фр. Jean-Marie Tarascon; нар. 21 вересня 1953, Марманд, Франція) — французький хімік, фахівець в галузі хімії твердого тіла, матеріалознавства, електрохімії та систем зберігання електрохімічної енергії; піонер у розробці літій-іонних акумуляторів.
Член Французької академії наук (з 2004; член-кореспондент з 1999), іноземний член Лондонського королівського товариства (2014).

## Життєпис
Жан-Марі Тараскон народився у 1953 році на сімейній фермі у предмісті Марманда у департаменті Лот і Гаронна, розташованому між містами Бордо і Тулуза.
З дитинства захоплювався спортом, багато грав у регбі. У школі як обов'язкову іноземну мову він обрав іспанську, щоб улітку вільно спілкуватися з працівниками на фермі. Так вийшло, що Жан-Марі під час навчання ніде не вивчав англійську мову: заняття були необов'язковими, і він перестав їх відвідувати уже через три місяці.
У середній школі його значно більше цікавила агротехніка, ніж наука. Однак батьки настояли на отриманні вищої освіти зі спеціалізацією, і Жан-Марі Тараскон вступив до Університету Бордо I де і здобув вищу освіту. У 1977 році він отримав диплом інженера в галузі хімічного машинобудування, у 1978 році — ступінь магістра M.S. за напрямами фізики і хімії, у 1981 році захистив дисертацію на ступінь Ph.D. з хімії твердого тіла.
Після отримання ступеня Ph.D. він декілька років працював у докторантурі в Корнелльському університеті (штат Нью-Йорк, США) і проводив дослідження матеріалів з високотемпературною надпровідністю.
З 1982 року по грудень 1994 року Жан-Марі Тараскон працював за фахом хіміка-дослідника в одному з провідних світових науково-дослідницьких центрів у галузі телекомунікацій — Лабораторії Белла та її підрозділі компанії Bellcore (Bell Communications Research, Inc.) (штат Нью-Джерсі, США). Об'єктом досліджень спочатку були матеріали з високотемпературною надпровідністю, потім розробки велися в галузі систем зберігання і накопичення енергії.
Із серпня 1983 року до березня 1989 року він працював старшим науковим співробітником відділу хімії твердого тіла у Bellcore. У 1988 році його було переведено на посаду провідного наукового співробітника у Bellcore. У травні 1989 року Тараскона було призначено директором Групи зберігання енергії цієї ж компанії. До його обов'язків входило визначення і планування напрямів досліджень акумуляторних батарей, що у підсумку привело до створення першої літій-іонної батареї. У 1994 році він отримав посаду головного наукового співробітника у Bellcore.
Тараскон одружився, у нього народилася дитина. У січні 1995 року у зв'язку з економічною кризою у США і скороченням фінансування дослідницької діяльності його сім'я повернулася до Франції. Тим більше вони з дружиною прагнули виховувати дитину згідно з французькими традиціями.
Із січня 1995 року до грудня 2008 року Жан-Марі Тараскон був професором хімії в Університеті Пікардії імені Жуля Верна в Ам'єні та керував лабораторією синтезу і хімії твердого тіла (LRCS), що працювала під егідою університету й Національного центру наукових досліджень (CNRS) Франції.
У 2003 році професор Жан-Марі Тараскон був ініціатором створення першої Європейської дослідницької мережі (ALISTORE) для проведення спільних досліджень літій-іонних батарей на міжнародному рівні та очолював її до 2010 року. У 2007—2010 роках він очолював Інститут хімії в Університеті Пікардії імені Жуля Верна.
Із січня 2009 року до травня 2013 року він був на посаді заслуженого професора хімії в університеті Пікардії імені Жуля Верна. При цьому паралельно, у 2010—2011 роках очолював кафедру «Сталий розвиток — навколишнє середовище, енергетика та суспільство» (Développement durable — Environnement, énergie et société) у Колеж де Франс.
У 2011 році професор Тараскон заснував Французьку мережу RS2E досліджень і технологій по зберіганню електрохімічної енергії під егідою CNRS і очолив її разом з Патрісом Сімоном, професором матеріалознавства Університету Тулузи III — Поль Сабатьє.
З червня 2013 року Жан-Марі Тараскон обіймає посаду професора хімії і завідувача кафедри «Хімія твердого тіла і енергія» у Колеж де Франс.

## Наукова діяльність

### Університет Бордо
У 1978 році Жан-Марі Тараскон вступив до аспірантури Університету Бордо на кафедру фізичної хімії в лабораторію хімії твердого тіла, очолюваної її засновником − професором Полем Гагенмюллером, відомим французьким хіміком.
Професор Гагенмюллер, один із засновників галузі науки хімія твердого тіла у Європі, займався науковими дослідженнями на стику хімії, фізики і матеріалознавства, при цьому добивався доведення результатів наукових досліджень до промислового рівня використання. Початок наукової діяльності Тараскона припав на період великих перемін − нафтові кризи 1973 і 1979−1980 років продиктували хімікам потребу зниження температури синтезу матеріалів, що привело до розвитку низькотемпературної «м’якої хімії».
Під час навчання Тараскона в аспірантурі лабораторію французьких вчених в рамках наукового обміну у новій галузі хімії високотемпературних надпровідників (ВТНП) відвідав японський фізик M. Kasaya з Тохокуського університету (Сендай). З японським колегою Тараскон пропрацював два роки. Спілкувались англійською. Вони удвох проводили експерименти та обговорювали їх результати, що привело до багатьох нових наукових досягнень.
На другому році навчання Тараскона зацікавила тема магнетизму в курсі неорганічної хімії. У підсумку цей напрям настільки його захопив, що він вирішив писати дисертацію по темі електромагнітних взаємодій.
У 1981 році Тараскон захистив дисертацію на ступінь Ph.D. з хімії твердого тіла під керівництвом професора Поля Гагенмюллера та його майбутнього наступника Жана Етурно (фр. Jean Etourneau), котрий очолив лабораторію з 1986 року.

### США: лабораторії Bell і Bellcore
Наукова кар'єра молодого науковця розпочалась у 1981 році з посади пост-докторанта у Корнелльському університеті (штат Нью-Йорк, США). Повною несподіванкою для нього стало мовне нерозуміння: американці не сприймали його вимову і йому доводилось спілкуватись у письмовому виді. Відвідування занять також супроводжувалось для Тараскона мовними труднощами. В результаті він змушений був удень працювати в лабораторії, а увечері відвідувати курси англійської мови.
Цого перші праці були присвячені дослідженням електронних властивостей фаз Шевреля та високотемпературних надпровідників і пошукам матеріалів для оборотних реакцій інтеркаляції/деінтеркаляції лужних металів.
Після докторантури Тараскон продовжив свою наукову діяльність у США в лабораторії Bell, оскільки для роботи були створені особливі умови: за відсутності чіткого розпорядку в лабораторії постійно перебував хтось із співробітників. До того ж він «ніколи не бачив так багато нобелівських лауреатів на квадратний метр!».
У компанії Bellcore Жан-Марі Тараскон на посаді старшого наукового співробітника відділу хімії твердого тіла протягом семи років проводив фундаментальні дослідження, пов'язані із надпровідними купратами, кисневою нестехіометрією, катіонними заміщеннями і магнетизмом.
Надзвичайна ситуація, пов'язана із землетрусом у 1989 році у Лома Прієта (штат Каліфорнія) продемонструвала неспроможність застосовуваних у телекомунікаційних системах свинцевих акумуляторів: замість заявлених восьми годин автономної роботи вони витримали лише одну годину. Ця подія змінила напрям досліджень Bellcore, і відразу Жан-Марі Тараскон очолив наукову групу, що зайнялась системами електрохімічного накопичення енергії зокрема, літій-іонними технологіями, що все ще перебували у стадії розроблення.
Ідея створення літій-іонної полімерної батареї виникла у Тараскона в 1991 році в кафетерії лабораторії Bellcore під час розмови з Полом Ворреном, спеціалістом з полімерних пластмас. Так як два електроди акумулятора «купаються» в рідині — електроліті, то чому б не увести електроліт всередину полімера, у якому два електроди були би запаковані? Через чотири роки наукова група Тараскона розробила перші літій-іонні полімерні акумулятори. Винайдення герметичної і легко деформованої батареї принесло Тараскону всесвітню репутацію та привело до отримання 40 патентів на винаходи.
Після пропозиції у 1980 році Джона Гудінафа з колегами використати кобальтит літію LixCoO2 як катод в літій-іонних акумуляторах Жан-Марі зайнявся фундаментальними дослідженнями з даного питання. Його група застосовувала різні методи синтезу «м'якої хімії» та фізико-хімічні методи дослідження для ідентифікації процесів, що відбуваються. Отримані результати дозволили серйозно просунутися вперед та усунути недоліки запропонованих для комерціалізації електродних матеріалів. Наприклад, створення рідкого електроліту на основі LiPF6 та циклічних і ациклічних полікарбонатів забезпечило добрі стійкі електрохімічні характеристики катодного матеріалу зі структурою шпінелі LiMn2O4 й дозволило комерціалізувати його завдяки більшому потенціалу порівняно з використовуваним уже матеріалом LiCoO2. Подальша робота в галузі розробок батарей на основі LiMn2O4, зокрема, удосконалення методів нанесення покриття, привела до створення проекту Альянс Renault-Nissan.

### Франція: ALISTORE-ERI
Повернувшись у 1995 році до Франції, науковець керував лабораторією синтезу і хімії твердого тіла в Університеті Пікардії імені Жуля Верна, а також займався дослідженнями в галузі електрохімії.
У 2001 році Ж.-М. Тараскон у співавторстві з Мішелем Арманом, ученим-хіміком з Монреальського університету (Канада), опублікував у провідному науковому журналі Nature важливу оглядову статтю «Проблеми і задачі перезарядних літієвых батарей», яка позиціонувала його в рядах провідних світових фахівців із систем зберігання та накопичення енергії.
У 2003 році професор Жан-Марі Тараскон створив і керував до 2010 року першою Європейською дослідницькою мережею ALISTORE, зумівши об'єднати провідні європейські лабораторії для проведення спільних досліджень літій-іонних батарей на міжнародному рівні. Сферами дослідницьких інтересів мережі є електродні матеріали і електроліти для літій-іонних і з 2008 року натрій-іонних акумуляторів.
У 2008 році мережа ALISTORE завдяки асоціації з промисловістю стала фінансово незалежним європейським дослідницьким інститутом ALISTORE—ERI. Вона об'єднала 23 академічних лабораторії (8 країн) і 18 промислових компаній, котрі разом працюють над удосконаленням існуючих батарей та розробкою технологій майбутнього. Також мережа започаткувала академічну підготовку наступного покоління талановитих студентів — дворічну програму з матеріалознавства та електрохімії Erasmus Mundus, запроваджену в 5 університетах 4-х європейських країн: Варшавському університеті (Польща), Університеті Тулуза 3 і Університеті Пікардії імені Жуля Верна (Франція), Університеті Любляни (Словенія) і Університеті Країни Басків (Більбао, Іспанія). З 2010 до 2017 року мережу очолювали професор Патріс Сімон (Франція) і учениця професора Тараскона — M. Rosa Palacin (Іспанія), яка у 1997—1999 роках проходила у нього постдоктарантуру в Університеті Пікардії імені Жуля Верна.
Тараскон багато чого почерпнув із системи роботи у США та запровадив у діяльність мережі. Зокрема, для підтримання наукового азарту та ентузіазму працівників керівник наукової групи кожні три місяці проводить «мозкові штурми».

### Франція: RS2E
У 2010 році Університет Каліфорнії у Санта-Барбарі (штат Каліфорнія, США) запропонував Тараскону очолити кафедру, але провівши там декілька тижнів, він усвідомив, що все змінилось: «У всіх дослідників свої стартапи, їх ніколи нема у лабораторії, і я не хочу більше ділитися ні з ким своїми ідеями». Однак, повернувшись до Франції, він все ж починає готуватись до переїзду та обговорює це зі своїм другом Ронаном Стефаном (фр. Ronan Stephan), генеральним директором з досліджень та інновацій у Міністерстві освіти та колишнім президентом Технологічного університету в Комп'єні. В результаті міністр вищої освіти та досліджень Франції Валері Перкесс запропонувала науковцю проект Французької мережі досліджень і технологій систем зберігання електрохімічної енергії RS2E. Дослідник віддав перевагу Пікардії на противагу Каліфорнії — за день до призначеної дати від'їзду Тараскон зателефонував до університету у Санта-Барбарі й повідомив, що не приїде.
Оскільки, як вважав Тараскон, «інновації виникають лише в результаті обговорень і спільної праці», створена ним у 2011 році Французька мережа RS2E об'єднала 17 академічних лабораторій, 3 дослідницькі центри і 15 промислових партнерів.
Дослідження Тараскона стали джерелом розуміння механізмів реакцій інтеркаляції/деінтеркаляції лужних металів, синтезу нових електродних матеріалів і електролітів, а також розробки ефективніших літій-іонних батарей. Він вірить у міждисциплінарні дослідження: «Немає Грааля, який потрібно відкрити. Нам просто потрібно покращити тк, що у нас є». Професор Жан-Марі Тараскон прагне вирішити одну із найскладніших технологічних задач: винайти нові ефективніші, безпечніші і екологічніші способи зберігання енергії для розважливого управління енергетичними ресурсами планети. Так у листопаді 2017 року мережею RS2E було створено перший прототип натрій-іонної батареї «18650», що не поступалась за характеристикам своїм літій-іонним аналогам.
Науковий колектив кафедри «Хімія твердого тіла і енергія» під керівництвом професора Жана-Марі Тараскона в Колеж де Франс об'єднує понад 20 науковців з понад 9 країн світу. Предметом досліджень групи є матеріали для пристроїв накопичення та перетворення енергії. Сьогоднішні наукові інтереси пов'язані з: літій-іонними батареями, зокрема з літій-збагаченими фазами для катодних матеріалів, поліаніонними сполуками та іонними провідниками. Також група спеціалізується на створенні прототипів натрієвих батарей та вивченні метал-повітряних батарей й проблем електрокаталізу.
Професор Жан-Марі Тараскон був або є членом редколегій журналів «Solid State Ionics», «Journal of Solid State Electrochemistry», «Journal of Materials Chemistry», «Solid State Sciences». Також, співпрацює з журналами «Comptes rendus de l'Académie des Sciences», «Energy & Environmental Science» і «Chemistry of Materials».
Професор Жан-Марі Тараскон обраний членом багатьох національних і закордонних наукових співтовариств, консультаційних і редакційних рад, наукових рад промислових компаній. З 2006 року він є членом Європейської експертно-консультативної групи з нанотехнологій, матеріалів і технологій виробництва (NMP); з 2008 року — членом Вченої ради зі створення нового французького синхротрона «SOLEIL» і членом консультаційної ради дослідницького інституту CIC Energigune Іспанії; з 2009 року — членом консультативної ради трьох підрозділів Наукового центру енергетичних досліджень EFRC у США.
Як науковий консультант професор Тараскон бере участь у діяльності різних промислових партнерів: «Renault», «Wildcat», «Solvionics», «Arkema», а також вищої інженерної школи «IFP School».
Профессор Жан-Марі Тараскон розробив основи авторитетного курсу для магістрантів програми Erasmus Mundus мережі ALISTORE—ERI «Матеріали для зберігання і перетворення енергії» і також читав курси лекцій в Колеж де Франс за темами «Хімія матеріалів і енергіх. Приклади і майбутнє тисячолітньої науки» (2010, 2014), «Енергія: електрохімічне зберігання і стійкий розвиток» (2010).
Професор Жан-Марі Тараскон є власником понад 85 патентів на винаходи (станом на 2017 рік), з яких понад 20 були ліцензовані для міжнародних компаній і 7 знайшли комерційне застосування; автор понад 700 публікацій та співавтор 2 книжок.
В рамках управлінської діяльності професор Тараскон керував численними групами дослідників у яких брало участь порядку 150 осіб.
З того часу, як він повернувся до Франції у 1995 році, в рамках викладацької діяльності він керував роботою понад 60 аспірантів, під його керівництвом було захищено 45 дисертаційних робіт на ступінь Ph.D..

## Нагороди і почесні звання
Наукова діяльність професора Жан Марі Тараскона щодо розвитку систем зберігання електрохімічної енергії відзначена багатьма престижними національними та іноземними преміями та медалями серед яких:
Премія Bellcore за видатні досягнення (1987), премія Президента Bellcore (1993), премія «Найкраща технологія року» за літій-іонну пластикову батарею (1994).
Премія «R & D 100» за розроблення перезарядної батареї LiMn2O4/C (1994), премія «Популярна механіка» і «R & D 100» за розроблення Li-ion пластикових батарей (1995).
Премії Міжнародної асоціації акумуляторних матеріалів IBA Research Award (1995) за видатні досягнення в галузі перетворення і зберігання електрохімічної енергії — за Li-ion батарею LiMn2O4/C (1995) і IBA Yeager Award (2015) за видатний внесок у науку про електрохімічне перетворення і зберігання енергії.
Нагорода журналу «Electrochemical Society» в галузі акумуляторних технологій (1997), патентна премія Томаса Алви Едісона (2001).
Премія «Prix du rayonnement Français» у номінації «Математичні і фізичні науки» за поширення впливу Франції у світі (2004).
Премія «ISI» Міжнародного статистичного інституту у номінації «15 провідних науковців Франції, що найбільше цитовані за останні 20 років» (2004).
Премія «Японські матеріали» Національного інституту матеріалознавства NIMS Японії (2010).
Премія ENI award у номінації «Захист навколишнього середовища», що часто називається аналогом Нобелівської премії в галузі енергетичних досліджень (2011)
Премія «Prix Pierre SÜE» від Французького хімічного товариства (2011) за внесок у розвиток електрохімії, що має важливе значення для промисловості.
Премія «IALB Research Award» від Міжнародної асоціації літієвих батарей (2013).
Премія століття від Королівського хімічного товариства за видатний внесок у розробку й розуміння природи нових іонних провідників і електродних матеріалів для літій-іонних батарей (2015).
Премія «Catalan- Sabatier» від Іспанського королівського товариства (2016).
Премія за інновації в галузі альтернативних видів палива для транспорту (івр. פרס ראש הממשלה לחדשנות בתחום תחליפי נפט) (один з двох лауреатів) за новаторські дослідження в галузі альтернативних видів палива для транспорту (2017).
Премія Бальцана (2020) за досягнення у матеріалознавстві для поновлюваної електроенергетики.
Медаль Вольта (2002); Золотая медаль Університету Пікардії (2008); Кавалер Ордена Почесного легіону (2009); медаль НЦНД Франції за інновації (2017).
Почесні звання: член-кореспондент Французької Академії наук (1999), член Європейської академії мистецтв, наук і гуманітарних наук (англ. European Academy of Arts, Sciences and Humanities, EAASH) (2001), обраний до Почесної зали слави винахідників Нью-Джерсі (2001), член Інституту Університету Франції (2002), член Французької Академії наук (2004), іноземний член Королівського хімічного товариства (2014).

## Основні праці
- J.-M. Tarascon, P. Simon Electrochemical Energy Storage: The Benefits of Nanomaterials (chapter 7) in Nanotechnology for the Energy Challenge / Під ред. García‐Martínez J. — Weinheim: Wiley, 2010. — 477 с. (англ.).
- J.-M. Tarascon, P. Simon Electrochemical Energy Storage. — London, Hoboken: Wiley, 2015. — 76 с.(англ.).
- J.-M. Tarascon Chemistry of Materials and Energy. Examples and Future of a Millennial Science // Collège de France(англ.).